# Dheune
Dheune – rzeka we Francji, przepływająca przez tereny departamentów Côte-d’Or oraz Saona i Loara, o długości 66,7 km. Stanowi dopływ rzeki Saona.